# Caenohalictus rostrifer
Caenohalictus rostrifer är en biart som beskrevs av Jesus Santiago Moure och Paul D. Hurd 1987.
Caenohalictus rostrifer ingår i släktet Caenohalictus och familjen vägbin. Inga underarter finns listade.